# マウリシオ・セルナ
マウリシオ・セルナ（Mauricio Alberto Serna Valencia、1968年1月22日 - ）は、コロンビア・メデジン出身の元サッカー選手。コロンビア代表である。ポジションはミッドフィールダー。

## 経歴
ボカ・ジュニアーズのファンからは、しばしば"Chicho, Chicho, Chicho. Huevo, Huevo, Huevo."といった声援が送られた。ボカ・ジュニアーズではリーグ戦96試合を含む123試合に出場した。
コロンビア代表として1993年から2001年までプレー、1994 FIFAワールドカップと1998 FIFAワールドカップに出場した。

## 代表歴

### 出場大会
- コロンビア代表
  - 1994 FIFAワールドカップ (グループリーグ敗退)
  - 1998 FIFAワールドカップ (グループリーグ敗退)

### 試合数
- 国際Aマッチ 51試合 2得点（1993年-2001年）[1]

| コロンビア代表 | 国際Aマッチ | 国際Aマッチ |
| 年             | 出場        | 得点        |
| -------------- | ----------- | ----------- |
| 1993           | 1           | 0           |
| 1994           | 10          | 0           |
| 1995           | 4           | 0           |
| 1996           | 11          | 1           |
| 1997           | 9           | 1           |
| 1998           | 8           | 0           |
| 1999           | 2           | 0           |
| 2000           | 1           | 0           |
| 2001           | 5           | 0           |
| 通算           | 51          | 2           |

## タイトル
アトレティコ・ナシオナル
- コロンビア・リーグ : 1994

ボカ・ジュニアーズ
- プリメーラ・ディビシオン : 1998-99A, 1998-99C, 2000-01A
- コパ・リベルタドーレス : 2000, 2001
- インターコンチネンタルカップ : 2000